# 야코블레프 Yak-4
야코블레프 Yak-4(생산 명칭 Yakovlev Yak-4,BB-22bis)는 Ya-22/Yak-2에서 개발된 소련의 경폭격기이다.

## 설계 및 계발
Yak-4는 클리모프 M-105 엔진과 Yak-2의 문제를 해결하기 위해 나온 기체이다. 두 개의 추가 연료 탱크 180 리터를 외부 날개에 장착할 수 있고 기총 사수 캐노피 공간이 더 늘어났다. 또 사수의 시야를 개선하기 위해 상부 동체를 재설계하고 오일 쿨러의 성능을 개선했다.

## 제원
- 승무원: 2명
- 전장: 10.18 m
- 전폭: 14.00 m

Yak-4

- 무게: 4,560 kg (10,053 lb)
- 폭장시 무게: 6,115kg (13,481 lb)
- 엔진: 2 × 클리모프 M-105 V12 엔진 821 kW 급
- 출력: 1,100hp
- 최고 속도: 533kmh (331mph)
- 항속거리: 925km
- 상승고도: 9,700m
  - 2 × 7.62 mm ShKAS 기관총
- 폭장량: 600kg (1,300 lb)

## 참고 문헌
- Gordon, Yefim. Soviet Airpower in World War 2. Hinckley, England: Midland Publishing, 2008 ISBN 978-1-85780-304-4
- Gunston, Bill. The Osprey Encyclopaedia of Russian Aircraft 1875–1995. London, Osprey, 1995 ISBN 1-85532-405-9